# Glaciar Graae
Glaciar Graae (en inglés: Graae Glacier) es un glaciar de tres kilómetros de largo localizado en el lado norte del monte Sabatier, que fluye al oeste-suroeste a Trollhul en la parte sur de la isla San Pedro de las Georgias del Sur. Fue examinado por la South Georgia Survey en el período de 1951 a 1957, y nombrado por los topónimos Comité del Reino Unido de la Antártida en honor a Morgens Graae de Dinamarca, quien desarrolló trineos para la South Georgia Survey entre los años 1953-1956.